# Drino
Drino är ett släkte av tvåvingar. Drino ingår i familjen parasitflugor.

## Dottertaxa tillDrino, i alfabetisk ordning[1][2]
- Drino amicula
- Drino ampliceps
- Drino analis
- Drino angustifacies
- Drino antennalis
- Drino argenticeps
- Drino atropivora
- Drino aureocauda
- Drino aureocincta
- Drino aureola
- Drino aurifera
- Drino austrina
- Drino bakeri
- Drino balloui
- Drino biseriata
- Drino bisetosa
- Drino bohemica
- Drino ciliata
- Drino cineracea
- Drino compacta
- Drino cordata
- Drino crassiseta
- Drino cubaecola
- Drino curepei
- Drino curta
- Drino curvipalpis
- Drino deducens
- Drino dilaticornis
- Drino distincta
- Drino dubia
- Drino facialis
- Drino flava
- Drino flavicans
- Drino flaviseta
- Drino fraudulenta
- Drino galii
- Drino gilva
- Drino gilvoides
- Drino grandicornis
- Drino heinrichi
- Drino hersei
- Drino idonea
- Drino imberbis
- Drino incompta
- Drino inconspicua
- Drino inquinata
- Drino irregularis
- Drino iterata
- Drino lavinia
- Drino laxa
- Drino longicornis
- Drino longihirta
- Drino lota
- Drino lugens
- Drino macarensis
- Drino magna
- Drino maroccana
- Drino mayneana
- Drino melancholica
- Drino meridionalis
- Drino mexicana
- Drino nigricauda
- Drino nigripalpis
- Drino nova
- Drino obliterata
- Drino orbitalis
- Drino parachrysops
- Drino patruelis
- Drino piceiventris
- Drino pluchra
- Drino quadrizonula
- Drino rhoëo
- Drino rufa
- Drino ruficauda
- Drino salva
- Drino sinensis
- Drino sociabilis
- Drino subaurata
- Drino succini
- Drino tenella
- Drino terrosa
- Drino trifida
- Drino trinidadensis
- Drino triplaca
- Drino ugandana
- Drino varipennis
- Drino vicina
- Drino zonata

Trakten runt Drino består till största delen av jordbruksmark.  Runt Drino är det ganska glesbefolkat, med 31 invånare per kvadratkilometer. Medelhavsklimat råder i trakten. Årsmedeltemperaturen i trakten är 13 °C. Den varmaste månaden är juli, då medeltemperaturen är 26 °C, och den kallaste är december, med 3 °C. Genomsnittlig årsnederbörd är 1 530 millimeter. Den regnigaste månaden är november, med i genomsnitt 200 mm nederbörd, och den torraste är augusti, med 27 mm nederbörd.